# Aurélien Bozonet
Aurélien Bozonet (ur. 23 marca 1979) – francuski zapaśnik walczący w stylu klasycznym. Zajął piętnaste miejsce na mistrzostwach świata w 2001. Drugi w Pucharze Świata w 2001. Wicemistrz Europy juniorów w 1999 roku.
Mistrz Francji w 1999 i 2005; drugi w 2000 – 2002 i 2008, a trzeci w 2003 i 2006 roku.